# مونوسدیم متیل آرسنات
مونوسدیم متیل آرسنات (به انگلیسی: Monosodium methyl arsenate) با فرمول شیمیایی CH۴AsNaO۳ یک ترکیب شیمیایی با شناسه پاب‌کم ۲۳۶۶۴۷۱۹ است. که جرم مولی آن ۱۶۱٫۹۵ g/mol می‌باشد. 